# Isidore Lechat
Pour les articles homonymes, voir Lechat.
Isidore Lechat est le personnage principal de la grande comédie de l'écrivain français Octave Mirbeau, Les affaires sont les affaires (1903). Prénommé Théodule, il apparaissait déjà dans un conte de 1885, « Agronomie », recueilli dans les Lettres de ma chaumière (voir Contes cruels).
Octave Mirbeau s'inspira d'Eugène Letellier, riche entrepreneur de travaux publics et commanditaire, du Journal pour son personnage Isidore Lechat.

## Un brasseur d'affaires
Doté d’un patronyme symbolique fort parlant, Isidore Lechat, surnommé « Lechat-Tigre », est un brasseur d’affaires, c’est-à-dire un prédateur sans scrupules, qui, loin de se spécialiser dans un secteur du commerce, de l’industrie ou de la finance, fait argent de tout et qui, à force d’extorsions, est devenu un des maîtres de la Troisième République. Millionnaire et fier de l’être (« J’ai cinquante millions… moi… », soit environ 300 millions d’euros 2012), il possède, dans le Perche, un magnifique château Louis XIV, Vauperdu, entouré de vastes terres cultivables et de forêts, d’où il a chassé les paysans, les glaneuses et les oiseaux, et il contrôle un grand quotidien, qui sert ses projets expansionnistes à l’échelle de la planète. Pour Octave Mirbeau, il est le produit d’une époque de bouleversements économiques et d’expansion mondiale du capital, première phase de l’impérialisme.
Son passé n’est connu que par bribes. On apprend, au fil des répliques de la pièce, qu’il est parti de rien, qu’il a fait de la prison et que son enrichissement, dont nous ignorons les détails, est le produit, non seulement de son sens aigu des affaires qui lui fait subodorer d’emblée les investissements juteux, mais de crapuleries en tous genres, qui ont ruiné des quantités de gens et qui ont poussé une de ses victimes à se suicider, ce qui révolte vivement sa fille Germaine. Il est devenu extrêmement puissant, et par conséquent intouchable et assuré de l’impunité, non seulement grâce à sa fortune, mais aussi par sa surface sociale, par son réseau étendu de clients et de gens qu’il tient à la gorge, par sa capacité de manipuler ou de faire chanter les décideurs politiques, grâce à son journal, et par sa cynique fraternité spirituelle avec l’Église catholique, pas très regardante sur la moralité de ceux qui peuvent servir ses desseins. 
Néanmoins, Octave Mirbeau, qui refuse tout manichéisme, reconnaît que cet affairiste prédateur, qui sème la misère autour de lui, n’en est pas moins, à sa façon, un « idéaliste » aux vastes projets potentiellement progressistes, qui contribue, malgré tout, au développement des forces productives, dont certaines retombées sont susceptibles de profiter au plus grand nombre, alors que la vieille noblesse, incarnée dans la pièce par le vieux marquis de Porcellet, n’est plus qu’une classe parasitaire : même un requin de la finance peut jouer, malgré ses crimes, un certain rôle positif.

## Un homme double
Cynique, vantard et vulgaire, Isidore Lechat est un nouveau riche qui cache sa capacité hors de pair à écorcher ses futures victimes derrière une faconde de bon vivant et des familiarités qui endorment leur vigilance. Mais s’il est doté d’un coup d'œil infaillible dans son domaine de compétence, s’il apparaît même comme diabolique par sa lucidité en affaires, il est totalement aveugle dans sa vie privée : il ne sent pas que sa femme est perdue et malheureuse, que son fils Xavier est un petit être pourri (il n’est sensible qu’à la publicité que ce fêtard lui fait dans le « monde » par ses frasques médiatisées), ni que sa fille rebelle a une liaison sous son nez, s’apprête à fuir ses chaînes dorées et va refuser le « beau » mariage qu’il lui a concocté avec le fils de son voisin, un noble décavé qu’il tient à sa merci, le marquis de Porcellet.

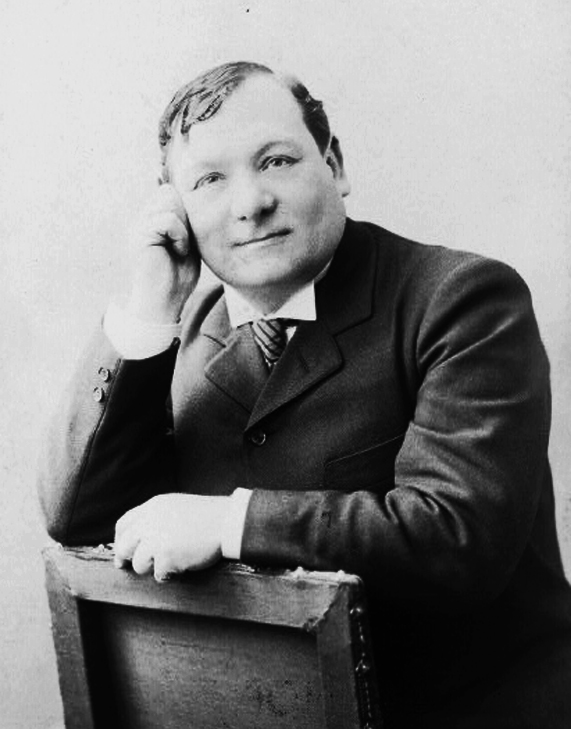
Maurice de Féraudy, créateur d'Isidore Lechat en 1903

Quant à sa libido dominandi, elle se révèle impuissante face à la mort – son fils chéri se tue dans un accident de voiture à 55 km/h – et face à l’amour, qui pousse sa fille Germaine à fuir avec son amant, Lucien Garraud. Abattu, accablé et humilié, Lechat a néanmoins la force de se ressaisir, dans un dénouement souvent qualifié de shakespearien, pour conclure brillamment l’affaire en cours et écraser les deux escrocs qui entendaient mettre à profit sa douleur pour l’escroquer : les affaires sont décidément les affaires...
Malgré le dégoût que peuvent inspirer son cynisme et sa vulgarité, Isidore Lechat peut aussi susciter une certaine admiration pour son énergie, pour sa vista, pour l'ampleur de ses projets, et même  inspirer un peu de pitié au dénouement, lorsqu’il s’écrie qu’il a « tout perdu » en un seul jour, son fils chéri, décédé, sa fille couvée, partie en pleine révolte, et sa femme soumise, qui n’a plus peur de lui et qui le juge.
Même s’il est comique comme lui, le personnage n’est pas un Monsieur Jourdain. À une époque où la mobilité sociale était moins grande, le bourgeois enrichi de Molière était la dupe de Dorante, qui lui extorquait son argent contre de grossières flatteries et des honneurs illusoires : le marquis de Porcellet, au contraire, est entre les griffes d’Isidore Lechat : ses terres sont hypothéquées, et l’« agronome socialiste, économiste révolutionnaire », peut lui imposer de marier son fils avec Germaine Lechat. La réussite d’Isidore Lechat incarne tout de même, pour un temps, une sorte de revanche du peuple.
Mirbeau haïssait les nobles plus encore que les capitalistes, parce qu’ils se prévalent d’une supériorité infondée alors qu’ils ne produisent rien et n’ont retenu du mode de vie moderne que la corruption et le vice. Mais il a peu de confiance dans la nature humaine : un homme nouveau comme Lechat, en dépit de qualités d’intelligence et de caractère certes supérieures à celles d’un marquis ou d’un duc, satisfait d’abord son égoïsme, son besoin de domination et de reconnaissance sociale, et il est à craindre que la nouvelle aristocratie de l’argent qu’il incarne ne vaille pas mieux que la précédente.